# Fel a fejjel (film, 2015)
A Fel a fejjel (eredeti cím: La Tête haute) 2015-ben bemutatott francia film, amelyet Emmanuelle Bercot rendezett.
A forgatókönyvet Emmanuelle Bercot és Marcia Romano írta. A producerei François Kraus és Denis Pineau-Valencienne. A főszerepekben Catherine Deneuve, Rod Paradot, Benoît Magimel, Sara Forestier és Diane Rouxel láthatók. A film zeneszerzője Éric Neveux. A film gyártója a France 2 Cinéma és a Les Films du Kiosque, forgalmazója a Wild Bunch Distribution. Műfaja filmdráma.
Franciaországban 2015. május 13-án mutatták be mozikban. Magyarországon a Cinemax 2 mutatta be 2016. október 29-én.

## Szereplők
| Szereplő | Színész               | Magyar hang        |
| --- | --------------------- | ------------------ |
| Florence Blaque bírónő | Catherine Deneuve     | Fehér Anna         |
| Malony Ferrandot | Rod Paradot           | Gacsal Ádám        |
| Yann | Benoît Magimel        | Rajkai Zoltán      |
| Séverine Ferrandot | Sara Forestier        | Bozó Andrea        |
| Tess | Diane Rouxel          | Andrusko Marcella  |
| Gladys Vatier | Catherine Salée       | Járó Zsuzsa        |
| Claudine | Élizabeth Mazev       | Román Judit        |
| Robin | Christophe Meynet     | Welker Gábor       |
| Ügyész | Martin Loizillon      | Dankó István       |
| Ludo | Ludovic Berthillot    | Tóth Zoltán        |
| Börtönigazgató | Luc-Antoine Diquéro   | Csuha Lajos        |
| Sidi | Swan Daliphard        | Kovács Lehel       |
| Jérôme | Jérôme Wade           | Kovács Lehel       |
| Rafik | Maher Charni          | Király Dániel      |
| Demba | Demba Cissokho        | Király Dániel      |
| Ismaël | Djoumé Koné           | Jakab Márk         |
| Halim | Halim Oulebsir        | Jakab Márk         |
| Marlowe | Brian Gomis           | Géczi Zoltán       |
| Ali | Kevin Chaib           | Baráth István      |
| Mahamadou | Mahamadou Bakhyayokho | Baráth István      |
| Jicé | Hocine Choutri        | Bercsényi Péter    |
| Amine | Slim El Hedli         | Bercsényi Péter    |
| James | Alexis Liberato       | Nagy Dániel Viktor |
| Djamal | Djamal Zerouali       | Kardos Róbert      |
| Philippe | Dédé Kalmes           | Fazekas István     |
| További magyar hangok |                       |                    |
| Bánfalvi Eszter, Bordás János, Böröndi Bence, Csépai Eszter, Fellegi Lénárd, Hám Bertalan, Hannus Zoltán, Hay Anna, Lipcsey-Colini Borbála, Lovas Dániel, Martin Adél, Mayer Marcell, Mohácsi Nóra, Rada Bálint, Suhajda Dániel, Tarr Judit |                       |                    |